# Удлинённый додекаэдр
Удлинённый додекаэдр или ромбошестиугольный додекаэдр
— это выпуклый двенадцатигранник с 8 ромбовидными и 4 шестиугольными гранями. 
Шестиугольники можно сделать равносторонними или правильными в зависимости от формы ромбов. 
Тело можно рассматривать как построенное из ромбододекаэдра путём удлинения квадратной призмой.

## Параллелоэдр
Вместе с ромбододекаэдром тело является заполняющим пространство многогранником, одним из пяти видов параллелоэдров, описанных Евграфом Степановичем Фёдоровым, которые замощают пространство путём параллельного переноса грань-к-грани. 
Тело имеет 5 наборов параллельных рёбер, называемых зонами или поясами.

## Мозаика
- Тело может замостить всё пространство путём параллельных переносов.
- Это ячейка Вигнера — Зейтца для определённой объёмно-центрированной четырёхугольной решётки.

|  |

Можно считать ромбододекаэдральные соты таким же телом, но с нулевым удлинением. 
Если осуществить проекцию по направлению удлинения, соты будут выглядеть как квадратный паркет, при этом ромбы проецируются в квадраты.

## Вариации
Удлинённый додекаэдр может быть превращён в куб, а соты превращаются в кубические соты со смещением кубов на половину длины ребра. 
Можно сделать также тело вогнутым путём смещеня 8 углов.
| Копланарный многогранник | Развёртка | Соты |
| Вогнутый                 | Развёртка | Соты |

Удлинённый додекаэдр может быть построен как сжатие однородного усечённого октаэдра, когда квадратные грани сокращаются до ребра, а правильные шестиугольные грани сокращаются до ромбов с углом 60 градусов (или пары правильных треугольников). 
Такое построение чередует квадраты и ромбы 4-валентных вершин и имеет половину симметрии D2h с порядком 8.
| Сжатый усеченный октаэдр | Развёртка | Соты |

## Смотрите также
- Трапецеромбический додекаэдр
- Удлинённый гиробифастигиум